# Alaksandr Aksionau
Alaksandr Niczyparawicz Aksionau (biał. Аляксандр Нічыпаравіч Аксёнаў; ros. Александр Никифорович Аксёнов, Aleksandr Nikiforowicz Aksionow; ur. 9 października 1924 w Kuntorówce, zm. 8 września 2009) – radziecki polityk narodowości białoruskiej, w latach 1978–1983 premier Białoruskiej SRR, w latach 1960–1965 minister spraw wewnętrznych Białoruskiej SRR, w latach 1983–1985 ambasador ZSRR w Polsce, wieloletni parlamentarzysta Białoruskiej SRR i ZSRR.

## Życiorys
Urodził się 9 października 1924 roku we wsi Kuntorówka, w powiecie homelskim guberni homelskiej Rosyjskiej FSRR, ZSRR. W 1941 roku ukończył Homelską Szkołę Pedagogiczną. Uczestniczył w walkach na froncie wschodnim II wojny światowej. Był dowódcą oddziału 49 Gwardyjskiej Dywizji Strzeleckiej, walczył na Froncie Stalingradzkim, gdzie został ciężko ranny.
W 1944 roku został oddelegowany przez Komsomoł do pracy w obwodzie orenburskim Rosyjskiej FSRR i w obwodach baranowickim i grodzieńskim Białoruskiej SRR. Pracował jako zastępca kierownika oddziału ds. pracy z młodzieżą szkolną i pionierami Baranowickiego Obwodowego Komitetu Leninowskiego Komunistycznego Związku Młodzieży Białorusi (LKZMB). W 1945 roku wstąpił do Wszechzwiązkowej Komunistycznej Partii (bolszewików) (WKP(b)). Od 1953 roku pracował jako sekretarz, II sekretarz, a od września 1954 roku – I sekretarz Komitetu Centralnego LKZMB. W 1957 roku ukończył Wyższą Szkołę Partyjną przy Komitecie Centralnym KPZR. W latach 1957–1959 był sekretarzem ogólnoradzieckiego Komsomołu. Od sierpnia 1959 roku był zastępcą przewodniczącego Komitetu Bezpieczeństwa Państwowego Białoruskiej SRR (KGB) przy Radzie Ministrów Białoruskiej SRR. W latach 1960–1965 pełnił funkcję ministra spraw wewnętrznych Białoruskiej SRR. Od 1965 roku pracował jako I sekretarz Witebskiego Komitetu Obwodowego Komunistycznej Partii Białorusi (KPB). Od grudnia 1978 do 1983 roku pełnił funkcję przewodniczącego Rady Ministrów Białoruskiej SRR. W latach 1983–1985 był Nadzwyczajnym i Pełnomocnym Ambasadorem ZSRR w Polsce. W latach 1985–1989 pracował jako przewodniczący Państwowego Komitetu ZSRR ds. Telewizji i Radia.
Wielokrotnie sprawował funkcje parlamentarne. W latach 1955–1967 i 1971–1983 był deputowanym do Rady Najwyższej Białoruskiej Socjalistycznej Republiki Radzieckiej IV, V, VI, VIII, IX, X i XI kadencji. W latach 1966–1984 i 1986–1990 był deputowanym do Rady Najwyższej ZSRR. W latach 1975–1983 pełnił funkcję członka Prezydium Rady Najwyższej Białoruskiej SRR. Pełnił także przez wiele lat funkcje kierownicze w partii komunistycznej. W latach 1976–1990 był członkiem Komitetu Centralnego KPZR, w latach 1956–1986 – członkiem Komitetu Centralnego KPB. W latach 1956–1960 był kandydatem na członka Biura Komitetu Centralnego KPB, w latach 1971–1983 – członkiem tego biura. Od 1971 roku pełnił funkcję II sekretarza Komitetu Centralnego KPB. W 1989 roku przeszedł w stan spoczynku, powrócił do Białoruskiej SRR i nie brał więcej udziału w życiu politycznym. Zmarł 8 września 2009 roku. Wyrazy współczucia rodzinie przekazał przywódca Białorusi Alaksandr Łukaszenka.

## Oceny
Zdaniem autorów książki Kto jest kim w Białorusi, Alaksandr Aksionau zasiadając na stanowisku przewodniczącego Państwowego Komitetu ds. Radia i Telewizji ZSRR sprzyjał demokratyzacji telewizji.

## Odznaczenia
- trzy Ordery Lenina (ZSRR);
- Order Rewolucji Październikowej (ZSRR);
- dwa Ordery Czerwonego Sztandaru Pracy (ZSRR);
- Order Sławy III klasy;
- Order Wojny Ojczyźnianej I klasy;
- medale;
- Gramoty Pochwalne Rady Najwyższej Białoruskiej SRR i Rady Ministrów Białorusi[4].